# Gran Premi de l'Alemanya Oriental de Motocròs 500cc
|  | Per a altres significats, vegeu «Gran Premi de l'Alemanya Oriental de Motocròs». |

El Gran Premi de l'Alemanya Oriental de Motocròs en la cilindrada de 500cc, conegut també com a Gran Premi de la RDA de Motocròs 500cc i abreujat GP de la RDA de 500cc (en alemany, Großer Preis der Deutschen Demokratischen Republik Moto-Cross 500 ccm), fou una prova internacional de motocròs que es va celebrar anualment a l'antiga República Democràtica Alemanya entre el 1963 i el 1972. Totes les edicions varen puntuar per al Campionat del món llevat de la de 1967, que tot i així es disputà i hi participaren els millors especialistes internacionals.
Durant tota la seva història, l'esdeveniment va conviure amb el GP de l'Alemanya Occidental de 500cc, el qual es coneixia també com a GP de la RFA o, simplement, com a GP d'Alemanya.

## Edicions
| Població    | Districte     | Land                             | Data usual | De   | A    | Edicions |
| ----------- | ------------- | -------------------------------- | ---------- | ---- | ---- | -------- |
| Gumpelstadt | Wartburgkreis | Turíngia                         | Al juny    | 1963 | 1967 | 4        |
| Schwerin    | Schwerin      | Mecklenburg-Pomerània Occidental | A l'agost  | 1964 | 1971 | 3        |
| Apolda      | Weimarer Land | Turíngia                         | Al juliol  | 1968 | 1972 | 3        |
| Total       | 3             |                                  |            |      |      | 10       |

1. ↑  El circuit de Gumpelstadt (nucli de Moorgrund) es coneixia també com a Kali Merkers pel fet de ser a prop de les mines de potassa (kali) de Merkers, un nucli de Krayenberggemeinde.

## Palmarès
Font:
| Edició | Any  | Lloc        | Data            | Guanyador       | Guanyador |
| ------ | ---- | ----------- | --------------- | --------------- | --------- |
| I      | 1963 | Gumpelstadt | 8-9 de setembre | Jeff Smith      | BSA       |
| II     | 1964 | Schwerin    | 29-30 d'agost   | Jeff Smith      | BSA       |
| III    | 1965 | Gumpelstadt | 5-6 de juny     | Paul Friedrichs | ČZ        |
| IV     | 1966 | Gumpelstadt | 11-12 de juny   | Paul Friedrichs | ČZ        |
| V      | 1967 | Gumpelstadt | 10-11 de juny   | Paul Friedrichs | ČZ        |
| VI     | 1968 | Apolda      | 8-9 de juny     | Paul Friedrichs | ČZ        |
| VII    | 1969 | Schwerin    | 30-31 d'agost   | Arne Kring      | Husqvarna |
| VIII   | 1970 | Apolda      | 25-26 de juliol | Åke Jonsson     | Maico     |
| IX     | 1971 | Schwerin    | 26-27 de juny   | Bengt Åberg     | Husqvarna |
| X      | 1972 | Apolda      | 22-23 de juliol | Paul Friedrichs | ČZ        |

## Estadístiques
S'han considerat tots els resultats compresos entre el 1963 i el 1972.

### Guanyadors múltiples
| Pilot           | Victòries |
| --------------- | --------- |
| Paul Friedrichs | 5         |
| Jeff Smith      | 2         |

### Victòries per país
| País       | Victòries |
| ---------- | --------- |
| RDA        | 5         |
| Suècia     | 3         |
| Regne Unit | 2         |
| Total      | 10        |

### Victòries per marca
| Marca     | Victòries |
| --------- | --------- |
| ČZ        | 5         |
| Husqvarna | 2         |
| BSA       | 2         |
| Maico     | 1         |
| Total     | 10        |